# جزيرة أوريلي

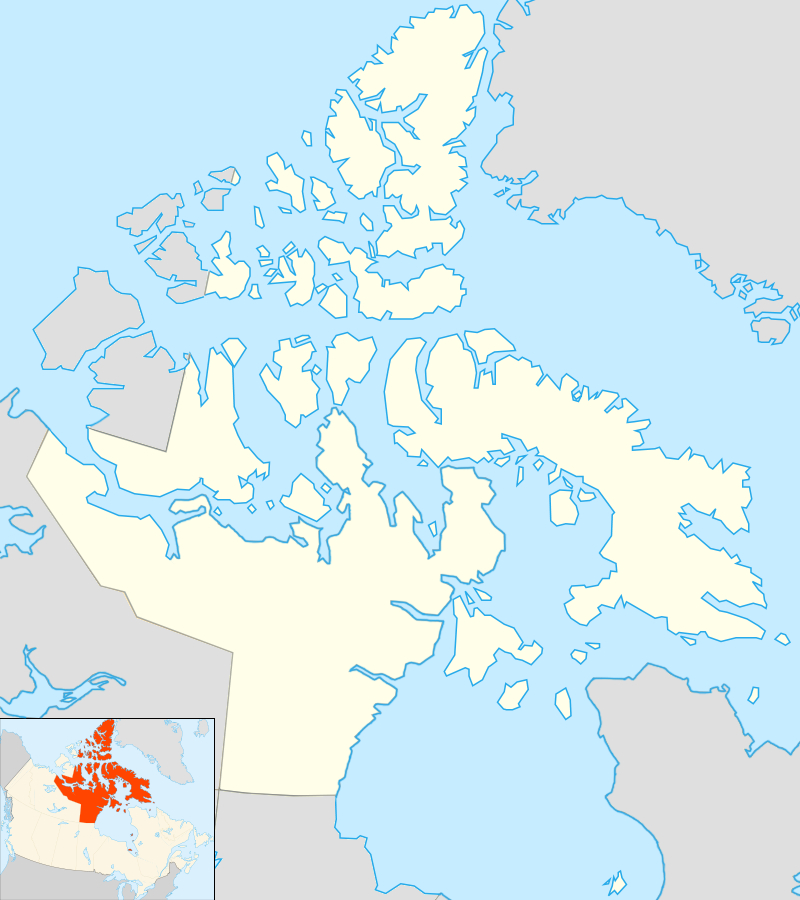
موقع جزيرة أوريلي على الخريطة

جزيرة أوريلي (بالإنجليزية: O'Reilly)‏ هي جزيرة غير مأهولة في إقليم نونافوت، كندا. وتقع جنوب جزيرة الملك وليام وغرب شبه جزيرة كلوتشاك وأديلايد، في الجزء الشرقي من خليج الملكة مود.